# High School Musical 2
High School Musical 2 (Langtitel: High School Musical 2: Singt alle oder keiner!) ist eine Fernsehfilmproduktion der Walt Disney Company und die Fortsetzung des Films High School Musical und der Vorgänger des Films High School Musical 3.

## Handlung
Die Ferien haben begonnen, und Troy bekommt einen Job im Country Club von Lava Springs, der Sharpays Eltern gehört, angeboten und schafft es, auch seinen Freunden und den Wildcats dort Jobs als Rettungsschwimmer, als Caddies oder auch als Köche zu besorgen. Sharpay, die bereits einen Auftritt mit Troy bei der jährlichen Talentshow im Club plant, ist nicht begeistert, als alle Wildcats auftauchen. Entmutigen lässt sie sich dennoch nicht und verschafft hinterrücks dem eigentlich widerwilligen Troy immer wieder gute Jobs. So findet er nur noch selten die Möglichkeit, sich mit Gabriella zu treffen und verspätet sich dann sogar, da Sharpays Eltern, die von dem sportlichen Jungen angetan sind, ihn, und vor allem Sharpay, in Beschlag nehmen. Sie überredet ihn auch zu dem gemeinsamen Auftritt beim Talentwettbewerb. 
Ihr Bruder Ryan aber merkt nun, dass Sharpay ihn immer nur benutzt hat und zieht sich zurück. Während sich Troy mit seinen Freunden und Gabriella streitet, die ihm sagen, dass er nicht mehr derselbe sei und sich verändert habe, spielt Ryan bei einem Baseball-Spiel der Angestellten des Clubs gegen ein Team von Chad und freundet sich allmählich mit den Wildcats und auch mit Gabriella an, die Mitleid mit ihm hat und ihn sympathisch findet. Troy wird eifersüchtig, als er Ryan und Gabriella am Pool tanzen sieht. Die ganze Situation eskaliert, als Gabriella und den anderen auf Sharpays Befehl hin verboten wird, an der Talentshow teilzunehmen und stattdessen alle arbeiten sollen. Gabriella stellt Sharpay daraufhin zur Rede und die beiden kommen auch auf Troy zu sprechen. Gabriella sagt, dass sie keine Lust auf dieses Spiel habe und dass sie kündige. Wütend braust Sharpay mit ihren Girls ab und Troy, der das Gespräch verfolgt hat, geht zu Gabriella, die dieses Theater aber nicht mehr will. Nach einer kurzen Unterhaltung über die Situation singt Gabriella Gotta Go My Own Way (dt.: Ich muss meinen eigenen Weg gehen). Danach verlässt sie den Club. 
Niedergeschlagen wird Troy bewusst, wie sehr er sich tatsächlich verändert hat, und er will sich bessern. So sagt er der aufgebrachten Sharpay den gemeinsamen Auftritt ab. Danach versöhnt er sich mit seinen Freunden und Ryan. Ryan überredet ihn dann, doch mit Sharpay zu singen. Das geplante Lied Everyday muss Troy allerdings erst noch lernen. Überraschenderweise hat Sharpay dieses Lied aber auch nicht einstudiert, sondern sich stattdessen auf You are the Music in me (die Alternative, die eigentlich für Troy und Gabriella bestimmt war) vorbereitet. Letztendlich muss Troy allein auftreten. Am Klavier von Kelsi begleitet, stimmt er das Lied an und plötzlich ertönt auch die Stimme von Gabriella, die hinter seinen Freunden auftaucht. Beide versöhnen sich und singen gemeinsam, während auch die Wildcats ihr Debüt geben. Der erste Preis scheint wie die letzten Jahre schon an Sharpay zu gehen, die jedoch ihr schlechtes Verhalten eingesehen hat und kurzerhand ihren Bruder als den Gewinner des diesjährigen Contests kürt, welcher auch sogleich von allen bejubelt wird. Auf dem Golfplatz wird nun gefeiert und Gabriella und Troy, die die ganze Zeit über immer wieder daran gehindert wurden, küssen sich. Der Film endet am Pool, wo alle Charaktere gemeinsam All For One aufführen.

## Ausstrahlungen
- Der Film wurde am 17. August 2007 auf dem amerikanischen Disney Channel erstausgestrahlt und stellte mit 17,24 Millionen Zuschauern – 10 Millionen mehr als beim Vorgänger – einen neuen Zuschauerrekord im US-amerikanischen Kabelfernsehen auf.[2]

- Die deutsche Erstausstrahlung des Films erfolgte am 22. September 2007 im Disney Channel.
- Der Film wurde am 13. Oktober 2007 im Free-TV zur Primetime auf ProSieben gezeigt. Insgesamt schalteten 1,9 Millionen Zuschauer ein (6,3 Prozent Marktanteil). In der werberelevanten Zielgruppe sahen 1,25 Millionen zu, der Marktanteil lag bei 10,7 Prozent.[3]

## Drehorte
Der Film wurde größtenteils im US-Staat Utah gedreht, unter anderem in Salt Lake City. Die Szenen im fiktiven Club Lava Springs entstanden im Snow Canyon Country Club in St. George, Utah.

## Synchronisation
Die deutsche Synchronisation des Films übernahmen wieder die FFS Studios in München. Außer dass die Stimme von Gabriella Montez ab dem zweiten Teil Marieke Oeffinger Stimme bekommt und nicht mehr die von Leoni Kristin Oeffinger, blieb alles gleich.
| Rolle             | Darsteller       | Synchronsprecher    |
| ----------------- | ---------------- | ------------------- |
| Troy Bolton       | Zac Efron        | Daniel Schlauch     |
| Gabriella Montez  | Vanessa Hudgens  | Marieke Oeffinger   |
| Sharpay Evans     | Ashley Tisdale   | Esra Vural          |
| Ryan Evans        | Lucas Grabeel    | Tim Schwarzmaier    |
| Chad Danforth     | Corbin Bleu      | Max Felder          |
| Taylor McKessie   | Monique Coleman  | Natalie Löwenberg   |
| Coach Jack Bolton | Bart Johnson     | Claus-Peter Damitz  |
| Kelsi Nielson     | Olesya Rulin     | Lucia Jantos        |
| Zeke Baylor       | Chris Warren Jr. | Patrick Roche       |
| Jason Cross       | Ryne Sanborn     | Johannes Wolko      |
| Mrs. Bolton       | Leslie Wing      | Marina Köhler       |
| Martha Cox        | Kaycee Stroh     | Katharina Iacobescu |

## Produktion
Im Vorfeld der Arbeiten für den zweiten Film veranstaltete der amerikanische Disney Channel eine Umfrage darüber, was die Zuschauer im zweiten Film sehen möchten, darunter war auch zu Auswahl, dass Miley Cyrus (bekannt durch ihre Titelrolle in Hannah Montana) in einem Cameo-Auftritt zu sehen ist. Sie ist am Ende des Films eine der Tänzerinnen am Pool. Insgesamt wurden 24 Millionen Stimmen gezählt. Laut Aussagen von Disney-Channel-Angestellten begannen die Proben mit dem kompletten Darstellerstab am 19. Februar 2007 in St. George und Salt Lake City, Utah. Die Dreharbeiten wurden am Freitag, dem 13. April 2007 abgeschlossen. Teile des Filmes wurden bei einem echten Baseballspiel gefilmt.
Bei den Liedern dieses Films wurde im Gegensatz zu denen des ersten Films die Stimme Zac Efrons nicht mit der von Drew Seeley gemischt.

## Veröffentlichungen
Der Film wurde im Disney Channel in mehreren Versionen gesendet, die Erstausstrahlung des Films erfolgte als Fan Edition:
- Fan-Edition mit Interviews der Darsteller und des Regisseurs
- Star-Edition mit Blick hinter die Kulissen
- Karaoke Spezial

Die deutschsprachige Fernsehpremiere des Films fand am 22. September 2007 auf dem deutschen Pay-TV-Sender Disney Channel statt. Die Erstausstrahlungen im Free-TV waren am 9. Oktober 2007 (Schweiz, SF zwei) und 13. Oktober 2007 (Österreich, ORF1; Deutschland, ProSieben).
Der Film ist auf DVD erhältlich in der Extended Edition. Diese DVD-Version beinhaltet zudem eine noch nicht im Fernsehen ausgestrahlte Szene.
Des Weiteren erschien die Extended Dance Edition auf DVD und Blu-ray-Disc.

## Kritiken
„Anspruchsarme Fortsetzung eines einförmigen Teenager-Fernseh-Musicals, das in den Gesangs- und Tanznummern eher Videoclips als klassischen Musicals verpflichtet ist.“

## Auszeichnungen
Teen Choice Award 2007
- USA:
  - Best TV Movie – HSM2
  - Special Achievement – HSM2
  - Breakout Artist Female – Vanessa Anne Hudgens
  - Choice Male Hottie – Zac Efron

- UK:
  - Best TV Actor – Zac Efron
  - Best TV Actress – Ashley Tisdale
  - Best Movie Actress – Ashley Tisdale

Teen Choice Award 2008
- USA:
  - Choice Female Hottie – Vanessa Anne Hudgens